# Darżlubie

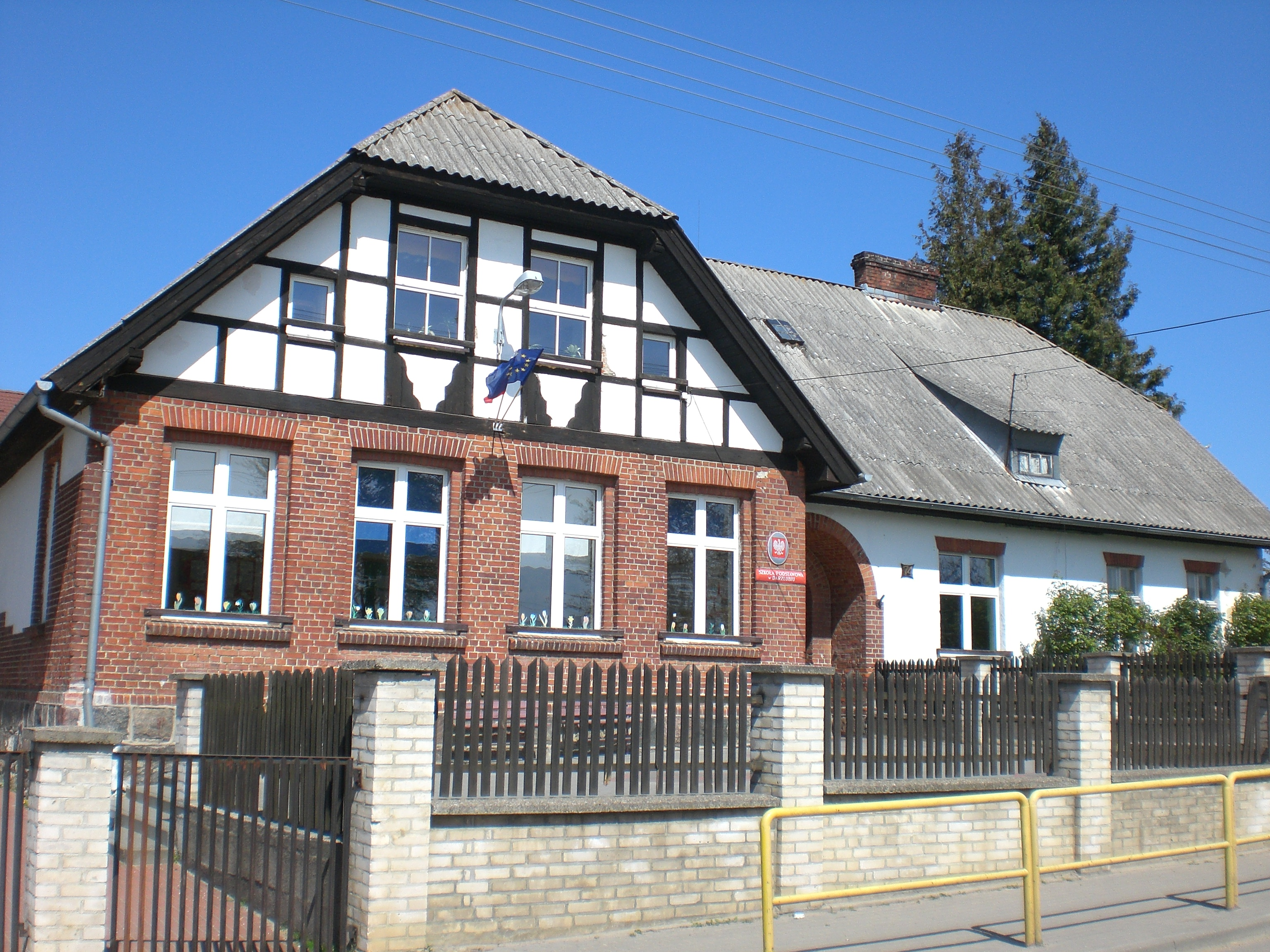
School in Darżlubie

Darżlubie is een plaats in het Poolse district  Pucki, woiwodschap Pommeren. De plaats maakt deel uit van de gemeente Puck en telt 788 inwoners.